# Paul Weinstein
Paul Weinstein (* 5. April 1878 in Wallendorf; † 16. August 1964 in Wiemelhausen (zu Bochum)) war ein deutscher Leichtathlet.

## Karriere
Beim Hochsprung der Olympischen Spiele 1904 in St. Louis erzielte er mit 1,77 m dieselbe Höhe wie der Zweite, Garrett Serviss aus den USA, verlor aber den folgenden Stichkampf und gewann so die Bronzemedaille. Im Stabhochsprung wurde er Siebter.
Er nahm auch an den Olympischen Zwischenspielen 1906 in Athen in fünf Sprungdisziplinen und im Speerwurf teil, blieb aber ohne Medaillenerfolg:
- Hochsprung: Platz sieben (1,65 m)
- Hochsprung aus dem Stand: Platz sieben (1,25 m)
- Weitsprung: Platz 16 (im Vorkampf ausgeschieden mit 5,725 m)
- Weitsprung aus dem Stand: Platz 23 (im Vorkampf ausgeschieden mit 2,65 m)
- Dreisprung: Platz 9 (im Vorkampf ausgeschieden mit 12,615 m)
- Speerwurf: ausgeschieden mit unbekannter Weite

Weinstein war vierfacher Deutscher Meister: 1903, 1905 und 1906 im Hochsprung sowie 1906 im Weitsprung.
Paul Weinstein, Enkel eines konvertierten Juden, startete wie sein jüngerer Bruder Albert Weinstein für den LC Sportfreunde Halle. Von 1926 bis 1948 war der promovierte Naturwissenschaftler Leiter des Chemischen Untersuchungsamtes der Stadt Bochum. Als zweiter Vorsitzender des TuS Bochum (eines Vorgängervereins des VfL Bochum) war er in den 1920er Jahren maßgeblich daran beteiligt, dass Bochum, nicht zuletzt durch die Internationalen Kampfspiele, ein bedeutender Leichtathletik-Standort wurde.